# Vindsrum

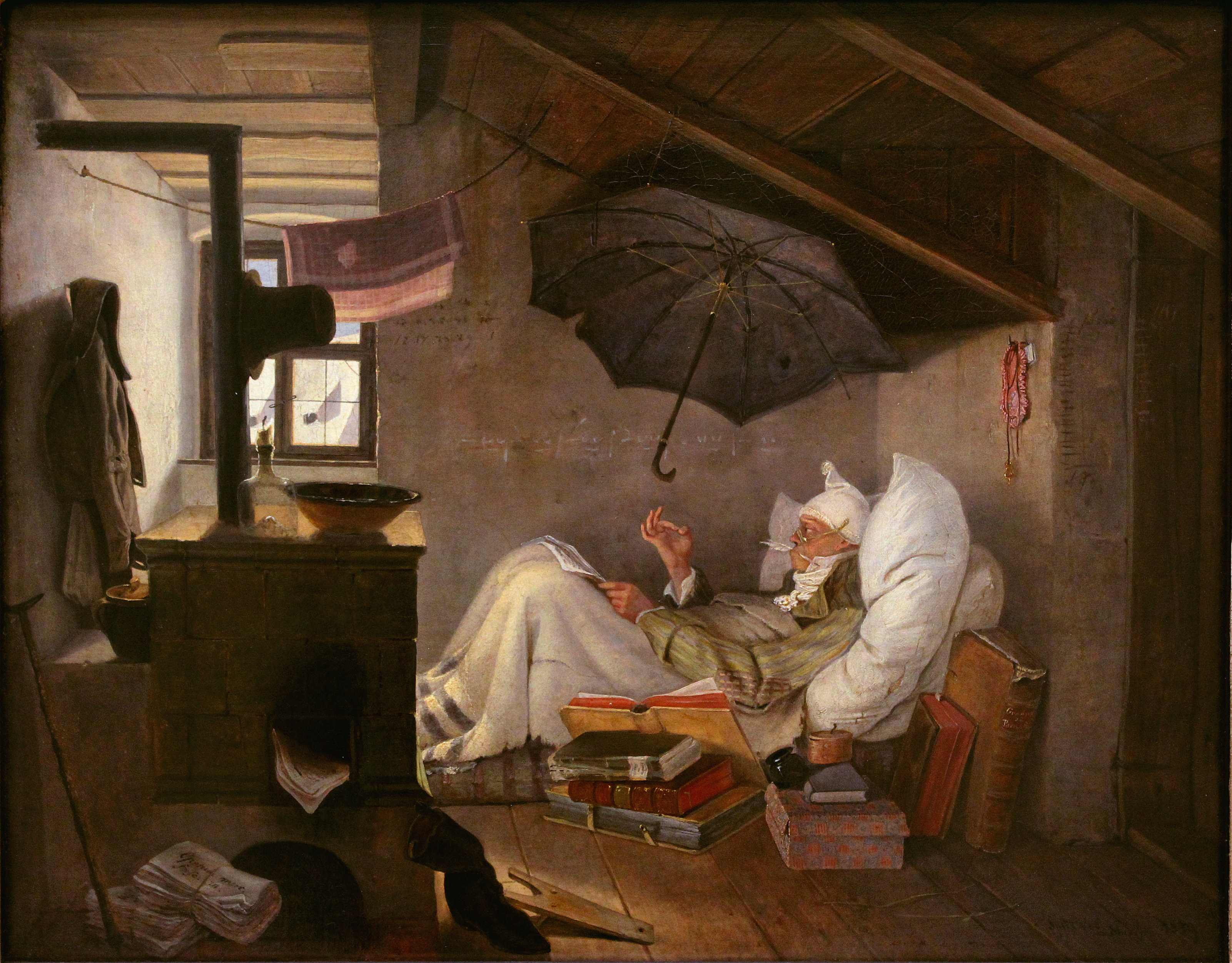
Carl Spitzweg, Den fattige poeten (Der arme Poet), 1839

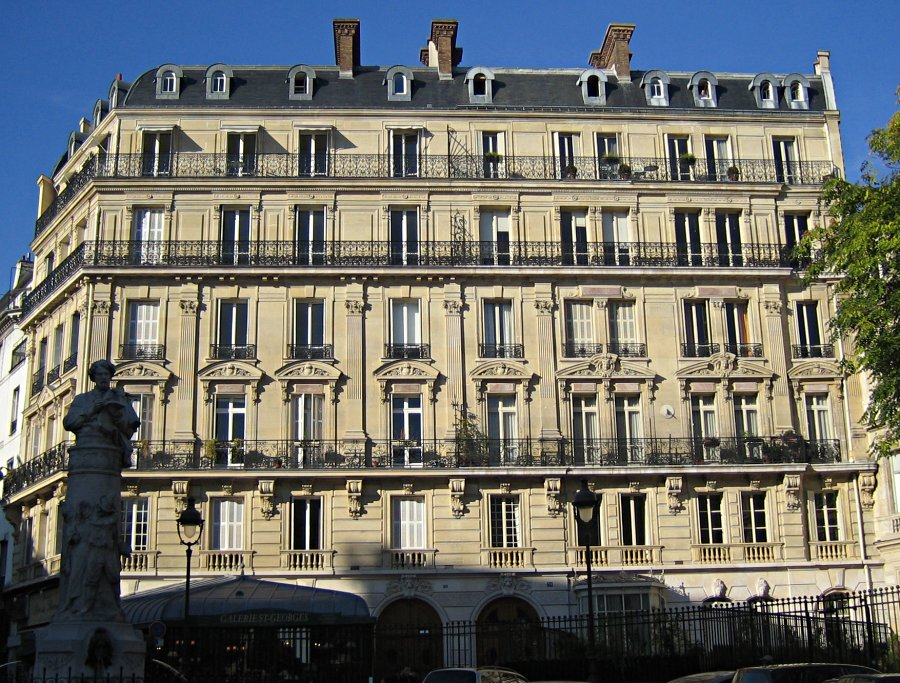
Place Saint-Georges i Paris, vindsrummens fönster syns överst.

Ett vindsrum är en beboelig vind eller ett litet och trångt rum högst upp i ett större bostadshus. Innan hissar var vanligt i bostadshus var dessa de minst prestigefyllda bostäderna och hade ofta lutande tak.

## Historia
Under sent 1700-tal blev vindsrum ett av de definierande dragen hos arkitekturen i Paris, där stora byggnader var uppdelade våningsvis mellan olika samhällsklasser. Alltefter att antalet trappor som behövde bestigas ökade sjönk standarden och boendet blev billigare. Vindsrum var ofta byggda som interna delar av mansardtak.